# Lil Xan
Diego Leanos, művészneve Lil Xan (Redlands, 1996. szeptember 6. –) amerikai rapper, énekes, dalszerző. Legjobban a platina minősítésű, Betrayed című slágeréről ismert, ami az amerikai Billboard Hot 100 ranglistáján a 64. helyet érte el. A színpadi neve a Xanax receptköteles gyógyszer nevéből ered.

## Ifjúkora
Diego 1996. szeptember 6-án, mexikói szülők gyermekeként látott napvilágot. Szegényes körülmények között nevelkedett és motelekben töltötte gyerekkora legnagyobb részét. A kaliforniai Redlands East Valley gimnáziumban kezdte középiskolai tanulmányait, azonban már az első tanévben abbahagyta a tanulást és több évet töltött otthon munka nélkül. Később utcai takarítóként és drogkereskedőként is dolgozott mielőtt elkezdett rappelni. Diego később fotózással próbálta támogatni rapper barátait, míg a kameráját el nem lopták, és egy új kamera helyett a rapper pályát választotta.

## Karrier
Diego első sikereit a YouTube és a Soundcloud internetes platformokon érte el. A 2017 augusztusában megjelenő videóklipje a "Betrayed" cimü dalához tette amerikaszerte ismertté. A dal az amerikai Billboard Hot 100 ranglistáján a 64. helyet érte el. Egy, az amerikai "XXL" magazinnak adott interjújában jelentette be első lemezét a "Total Xanarchy-t". Az album többek között olyan nemzetközi előadók közreműködésével jött létre mint Diplo vagy Swae Lee. Diego 2017 decemberében harangozta be első turnéját, amire az amerikai Billboard magazin szerint 5 óra alatt minden jegy elkelt.
2018-ban Diego bejelentette, hogy megváltoztatja a korábbi művésznevét Lil Xan-ról "Diego"-ra, támogatva a drog elleni kampányát bár később azt mondta egy interjúban, hogy még nem teljesen biztos, hogy megváltoztatja-e a nevét.

## Viták
Diego a címlapokra került 2018-ban, amikor egy interjú során a tragikusan elhunyt Tupac Shakur dalait unalmasnak minősítette. Az incidens után rappertársa, Waka Flocka Flame azt állította a Twitteren, hogy Diego „ki van tiltva a hiphop műfajból”. Azonban Leanos később kimutatta tiszteletét Tupac iránt amikor lejátszotta a "California Love" című slágerét egy közösségi oldalán.

## Magánélete
2018. június 30-án Diego járni kezdett az énekes-színésznő Noah Cyrusszal. A pár kiadott egy közös dalt "Live or Die" címen 2018 augusztusában.
Diego korábban – az ópiátok, illetve más benzodiazepinek mellett – Xanax-függő volt, de két év után sikeresen leszokott.
Diego jelenleg a drogok és különösen a Xanax használata ellen kampányol.

## Diszkográfia

### Albumok
| Cím            | Album részletek                                                                    | Csúcs chart-pozíció |
| Cím            | Album részletek                                                                    | USA                 |
| -------------- | ---------------------------------------------------------------------------------- | ------------------- |
| Total Xanarchy | - Megjelent: 2018. április 6. - Formátum: CD, Digitális letöltés - Kiadó: Columbia | 10                  |

### "Mixkazetták"
| Cím                 | Mixkazetta részletek                                                     |
| ------------------- | ------------------------------------------------------------------------ |
| Heartbreak Soldiers | - Kiadási dátum: 2018. július 8. - Formátum: Streaming - Kiadó: Columbia |

### Középlemezek
| Cím       | Középlemez részletek                                                                                                 |
| --------- | --- |
| CITGO     | - Kiadási dátum: 2016. szeptember 6. - Formátum: Digitális letöltés, streaming, kazetta - Kiadó: Sleepcvlt (kazetta) |
| Toothache | - Kiadási dátum: 2017. június 19. - Formátum: Digitális letöltés, streaming - Kiadó: nincs adat                      |
| Xanarchy  | - Kiadási dátum: 2017. augusztus 1. - Formátum: Digitális letöltés, streaming - Kiadó: nincs adat                    |

## Díjak, jelölések
| Év   | Díj                    | Kategória                 | Kijelölt munka | Eredmény | Ref. |
| ---- | ---------------------- | ------------------------- | -------------- | -------- | ---- |
| 2018 | MTV Video Music Awards | Az év feltörekvő előadója | Lil Xan        | Jelölve  |      |

## Fordítás
Ez a szócikk részben vagy egészben  a   Lil Xan című angol Wikipédia-szócikk ezen változatának fordításán alapul.  Az eredeti cikk szerkesztőit annak laptörténete sorolja fel. Ez a jelzés csupán a megfogalmazás eredetét és a szerzői jogokat jelzi, nem szolgál a cikkben szereplő információk forrásmegjelöléseként.